# بكالوريوس-ماجستير-دكتوراه
بكالوريوس-ماجستير-دكتوراه أو اختصارا بي إم دي هو إصلاح أوروبي لنظام التعليم  تنفيذا لمشروع بولونيا. 

## السياق الأوروبي
مشروع بولونيا هي عملية تجمع بين أنظمة التعليم العالي الأوروبية والتي بدأت في عام 1998 وأدت إلى إنشاء منطقة التعليم العالي الأوروبية في عام 2010، والتي تتكون من 48 دولة. ويتعلق هذا المجال بشكل رئيسي بدول المنطقة الاقتصادية الأوروبية، وكذلك، تركيا وروسيا. كما تم إصلاح التعليم العالي في أفريقيا وفي الاتحاد السوفييتي السابق بسبب الروابط التاريخية والسياسية واللغوية التي توحد بعض البلدان مع مناطق نفوذها. بدأت عملية بولونيا في عام 1998 بإعلان جامعة السوربون في 25 مايو 1998، وتهدف إلى جعل أوروبا مساحة تنافسية على نطاق عولمة اقتصاد المعرفة.

## الإصلاح
هدف النظام هو توحيد نظام التدريس في الجامعات الأوروبية من أجل تنسيق دراسة المعايير من حيث المحتوى والمناهج والبرامج والاعتمادات الدراسية. جزء آخر من الإصلاح هو إدخال نظام تحويل وتراكم النقاط الأوروبي. ونتيجة لهذا الإصلاح، ستقدم الجامعات الأوروبية ثلاثة مستويات تختلف أسماؤها من دولة إلى أخرى:
- البكالوريا الجامعية أو درجة البكالوريوس أو الليسانس؛[3]
- درجة الماجستير؛
- الدكتوراه.[4]

## روابط خارجية
- "Lisbon Recognition Convention". Higher education and research (بالإنجليزية البريطانية). Archived from the original on 2023-06-08. Retrieved 2021-03-07..
- "Bologna Process". wg.aegee.org. مؤرشف من الأصل في 2023-01-18. اطلع عليه بتاريخ 2021-03-07..
- "Bologna Process". eua.eu. مؤرشف من الأصل في 2023-06-05. اطلع عليه بتاريخ 2021-03-07..